# Chuyến bay 671 của Trans-Air Service
Chuyến bay 671 của Trans-Air Service (N9671/QNK671) là chuyến bay chở hàng từ Sân bay Luxembourg đến Sân bay quốc tế Mallam Aminu Kano ở Kano, Nigeria. Khi đang bay qua Pháp vào ngày 31 tháng 3 năm 1992, chiếc Boeing 707 đang điều hành chuyến bay đã gặp phải sự cố rơi hai động cơ trên cánh phải khi đang bay. Mặc dù máy bay bị hư hại, các phi công vẫn có thể hạ cánh khẩn cấp xuống Căn cứ Không quân Istres-Le Tubé ở Istres, Pháp. Tất cả năm người trên máy bay đều sống sót; tuy nhiên, chiếc máy bay đã bị hư hỏng không thể sửa chữa do cháy ở cánh phải

## Máy bay và phi hành đoàn

### Máy bay
Chiếc máy bay này là một chiếc Boeing 707-321C đã 28 tuổi, số sê-ri 18718. Nó được sản xuất vào tháng 4 năm 1964 và lần đầu tiên được giao cho Pan Am vào cuối tháng. Nó đã tích lũy được 60.985 giờ bay trên 17.907 chuyến bay. Nó được trang bị bốn động cơ Pratt & Whitney JT3D-3B. Trong lịch sử của nó, chủ sở hữu và đăng ký của máy bay đã nhiều lần thay đổi; vào thời điểm xảy ra sự cố, nó đã được đăng ký 5N-MAS và hoạt động cho nhà điều hành Trans-Air Service của Nigeria.

### Phi hành đoàn
Cơ trưởng là Ingemar Berglund, 57 tuổi, quốc tịch Thụy Điển; ông đã có tổng cộng khoảng 26.000 giờ bay, trong đó có 7.100 giờ bay trên Boeing 707. Cơ phó là Martin Emery, 44 tuổi, quốc tịch Anh; ông đã có khoảng 14.000 giờ kinh nghiệm bay, trong đó có 4.500 giờ trên chiếc Boeing 707. Kỹ sư bay là Terry Boone, 55 tuổi, quốc tịch Anh; anh ấy đã có khoảng 18.000 giờ kinh nghiệm bay, tất cả đều trên chiếc Boeing 707. Một thợ máy và một người giám sát hàng hóa cũng có mặt trên chuyến bay. Người thợ máy là Ike Nwabudike, 36 tuổi, quốc tịch Nigeria, và người giám sát hàng hóa là Ingebar Einarssen, 27 tuổi, quốc tịch Iceland.

## Sự cố
Chuyến bay rời Sân bay Luxembourg lúc 07:14 UTC ngày 31 tháng 3 năm 1992; nó đang chở 38 tấn hàng hóa và dự định đến Sân bay Quốc tế Mallam Aminu Kano gần Kano, Nigeria. Vào khoảng 08:11, khi máy bay đang bay ở độ cao 32.000 ft (9.800 m) trên khu vực Drôme ở đông nam nước Pháp, phi hành đoàn nhận thấy nhiễu động nghiêm trọng và nghe thấy một tiếng "nổ kép" lớn; máy bay sau đó bắt đầu nghiêng sang phải. Cơ trưởng Berglund sau đó ngắt chế độ lái tự động và sử dụng đầu vào cột điều khiển và bánh lái để giành lại quyền kiểm soát máy bay. Ngoài ra, cảnh báo cháy liên tục được phát ra và kỹ sư bay không thể tắt được. Cơ phó Emery sau đó đã quan sát thấy rằng động cơ số 4 (ngoài cùng bên phải trong số 4 động cơ của máy bay) đã tách ra khỏi cánh và gửi đi một cuộc gọi mayday. Emery sau đó nhận thấy rằng động cơ số 3 (động cơ bên trong cánh phải) cũng đã tách ra khỏi cánh. Cơ trưởng Berglund sau đó bắt đầu hạ cánh xuống Marseille trong khi Kỹ sư bay Boone bắt đầu đổ nhiên liệu để chuẩn bị hạ cánh khẩn cấp.
Trong quá trình hạ độ cao, phi hành đoàn nhận thấy một sân bay phía trước; đây là Căn cứ Không quân Istres-Le Tubé ở Istres, Pháp. Phi hành đoàn sau đó quyết định hạ cánh trên đường băng 15 tại Istres; điều này yêu cầu một mạch bên trái trước khi hạ cánh. Việc rẽ trái này tỏ ra rất khó khăn đối với Cơ trưởng Berglund do bánh lái của máy bay bị hư hỏng; máy ghi âm buồng lái cho thấy Cơ phó Emery đang khuyến khích Berglund bằng cách lặp lại từ "rẽ trái" sáu lần. Ngay trước khi hạ cánh, nhân viên kiểm soát không lưu đã quan sát thấy một đám cháy trên máy bay.
Máy bay hạ cánh khẩn cấp tại Istres lúc 08:35, khoảng 24 phút sau khi tách động cơ ban đầu. Trong quá trình lăn hạ cánh, máy bay đã chạy lệch sang bên trái đường băng. Sau khi máy bay dừng lại, phi hành đoàn nhận thấy có một đám cháy ở cánh phải của máy bay. Tất cả năm người trên máy bay đều sống sót mà không bị thương; tuy nhiên, cánh phải đã bị thiệt hại đáng kể về hỏa lực. Máy bay bị hư hỏng không thể sửa chữa

## Điều tra
Các nhà điều tra phát hiện ra rằng sự mỏi kim loại đã gây ra một vết nứt phát triển ở cánh tay đòn nối động cơ số 3 (động cơ bên trong bên phải) với cánh. Điều này làm suy yếu cột điện đến mức nó bị gãy trong chuyến bay gặp nạn, dẫn đến động cơ số 3 bị tách rời. Động cơ số 3 tách ra sau đó va vào động cơ số 4 khiến nó cũng tách ra. Ngoài ra, một chỉ thị đủ điều kiện bay yêu cầu kiểm tra định kỳ các giá treo được cho là không hiệu quả trong việc phát hiện các vết nứt do mỏi như vậy. Như vậy, lỗi là của nhà sản xuất.

## Hậu quả
Để đối phó với vụ tai nạn, BEA của Pháp (Cục Điều tra và Phân tích An toàn Hàng không Dân dụng) đã khuyến nghị rằng các quy trình kiểm tra đối với cánh tay đòn nối động cơ với cánh
nên được sửa đổi để có thể phát hiện các vết nứt do mỏi dễ dàng hơn. BEA cũng khuyến nghị rằng các kiểm soát viên không lưu được đào tạo thường xuyên cho các tình huống khẩn cấp bằng cách nghiên cứu lý thuyết và bằng cách thực hiện các bài tập thực hành.
Một năm sau sự cố, phi hành đoàn đã nhận được Giải thưởng Tưởng niệm Hugh Gordon-Burge từ Công ty Phi công Hàng không Danh dự.

## Trên phương tiện truyền thông
Chuyến bay 671 của Trans-Air Service được giới thiệu trong tập 4 của mùa 22 của chương trình Mayday, có tiêu đề ''Rắc rối nhân đôi"

## Video liên quan
- PHI CÔNG CỨU MÁY BAY BỊ RƠI MẤT 2 ĐỘNG CƠ | TRANS AIR SERVICE 671 | TAIMODELS
- A Pilot Tries to Land a Plane on Fire with 2 Missing Engines 😱 Air Disasters | Smithsonian Channel
- Trans-Air Service Flight 671 - Landing Animation | Plane'n Boom